# Grimoaldo Varone
Grimoaldo Varone (Modena, 1869 – 1916) è stato uno schermidore e maestro di scherma italiano.

## Biografia

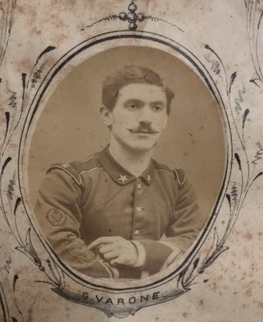
Grimoaldo Varone nel 1880 nel periodo di apprendimento nella Scuola Magistrale di Scherma di Milano

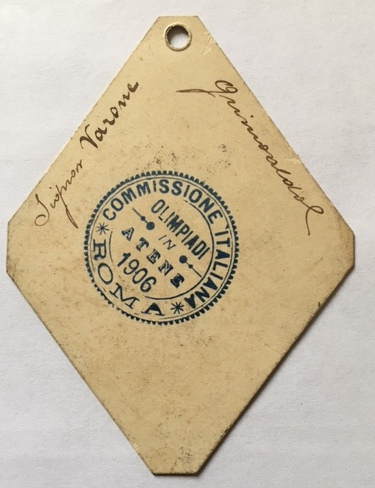
Pass della giuria di scherma intestato a Grimoaldo Varone come rappresentante della Commissione Italiana per le gare di eliminazione per le Olimpiadi di Atene del 1906

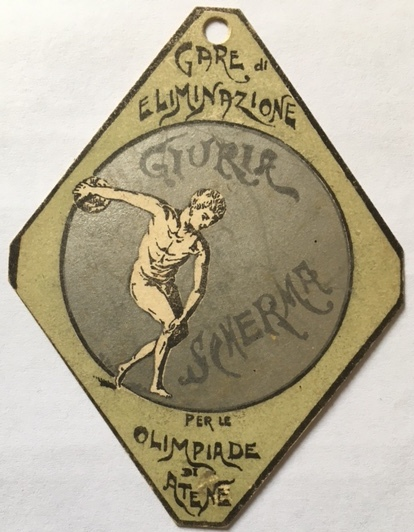
Pass di Varone per le gare di eliminazione alle Olimpiadi di Atene

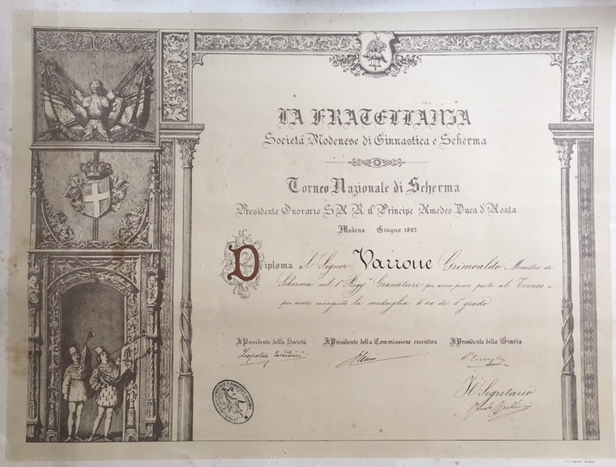
Attestato di Medaglia d'Oro di 1º grado rilasciato da "La Fratellanza Società Modenese di Ginnastica e Scherma" nel Torneo Nazionale di Scherma Modena Giugno 1882

Incominciò il suo tirocinio schermistico a 17 anni nel 1876 quando si arruolò volontario nel II° Battaglione d'Istruzione d'Asti. I suoi primi insegnanti furono Cesare Cavalli e Roggia. Il vero maestro però, fu il lombardo Giuseppe Redaelli, fondatore della Scuola Magistrale di Scherma di Milano. La sua carriera sportiva inizia nel 1882 quando si presenta al torneo indetto dalla Società della Fratellanza di Modena e vince al Medaglia d'oro di primo grado. Partecipa e vince in numerosi tornei nazionali ed internazionali come quello di Lodi dove vince contro Pecoraro da lungo tempo imbattuto, a Pisa con Savieri e Italo Santelli, a Udine con Barbasetti, agli Internazionali di Milano nel 1889, al torneo di Bologna del 1891 dove si classifica primo nella spada e secondo nella sciabola. Parallelamente all'attività agonistica, Varone portò sempre avanti l'insegnamento. Dopo aver ottenuta la qualifica di Maestro alla fine del periodo alla Scuola Magistrale di Scherma di Milano, ottenne la carica di Maestro al I° Granatieri a Milano dove però rimase poco. Seguì un periodo di insegnamento in altre diverse scuole militari. Nel 1884 venne chiamato a Roma per il celeberrimo corso di 100 giorni per apprendere il metodo schermistico di Masaniello Parise classificandosi alla fine del corso come primo. Nonostante le tecniche schermistiche apprese da Parise, Varone rimase sempre un sostenitore della scuola del Redaelli. Nel 1886 fu proposto per il corso di Maestro Civile ottenendo il secondo posto finale. Nel 1897 prese parte alla Grande Accademia di Napoli dove erano state chiamati i più valenti schermisti italiani. Chiuse la sua carriera agonistica vincendo il torneo di Bologna nel 1898. Da questo momento si dedicò completamente all'insegnamento e all'attività di giudice dei concorsi coprendo per numerosi anni la carica di Maestro di Scherma nell'illustre Accademia Militare di Modena. Nel 1906 fu rappresentante della Commissione Italiana nella Giuria di Scherma alle gare di eliminazione per i Giochi olimpici intermedi di Atene del 1906.